# Máté Lékai
Máté Lékai, född 16 juni 1988, är en ungersk handbollsspelare som spelar för Ferencvárosi TC och det ungerska landslaget. Han är högerhänt och spelar som mittnia.
2017 utsågs han till Årets ungerska handbollsspelare.